# Fathia Absie
Fathia Absie (en somalí: Fadxiya Cabsiiye, en árabe: فتحية إبسيآ‎) es una actriz, guionista, productora y directora de cine nacida en Mogadiscio, Somalia que además de trabajar en el cine documental y de ficción publicó la novela gráfica The Imperceptible Peace Maker. Fathia es una de las cofundadoras de Eat With Muslims, un Proyecto destinado a reunir musulmanes y no-musulmanes para cenar y oír historias con la esperanza de construir puentes entre vecinos y comunidades de diferentes religiones y culturas que realizó su primera reunión el 15 de enero de 2017.

## Actividad profesional
Absie fue llevada por su familia a los 14 años a los Estados Unidos, donde cursó la escuela primaria y el colegio secundario y obtuvo un título conjunto en Sistemas de Información y en Servicios Humanos. Se desempeñó como trabajadora social en varias organizaciones tales como el Servicio de Empleo y Familia del Condado de Franklin en Columbus (Ohio) y la Universidad de Washington en Seattle. En enero de 2008 fue contratada como periodista por la Voz de América en Washington D. C. para el Servicio somalí y renunció el 27 de enero de 2010 alegando persecución y discriminación de su jefe en la emisora.
En 2011, Absie estrenó su primera película, el documental Broken Dreams, en el que trataba el reclamo colectivo contra el reclutamiento por fanáticos religiosos de la juventud somalí en Minnesota, que atrajo la atención no buscada del FBI, que inició la mayor investigación de contraterrorismo desde la tragedia del 11-S. 
En 2013 ingresó a trabajar a ECHO, una organización no gubernamental con sede  en Minnesota destinada a ayudar a las comunidades de inmigrantes.
En 2014 Absie publicó la novela gráfica The Imperceptible Peacemaker, mediante CreateSpace, un servicio de autopublicación de Amazon. Se trata de una historia alegórica de la justicia vigilante protagonizada por un superhéroe que es un billonario de la tecnología que inventa un traje que le confiere invisibilidad para hacer el bien y luchar en el mundo contra la tiranía y la injusticia. Absie también trabajó con Twin Cities PBS, una organización sin fines de lucro  que operaba dos canales digitales de televisión, donde fue anfitriona de innumerables programas y del documental  Giving Thanks! En 2016 Fathia Absie actuó en la película dirigida por Musa Syeed sobre un joven musulmán refugiado en Minneapolis.
En 2015, Absie protagonizó, escribió y dirigió  su propia película The Lobby,  sobre la relación entre un hombre blanco y una mujer somalí-americana.
Fue estrenada en el Festival Internacional de Cine de Minneapolis–Saint Paul en abril de 2015. En noviembre de 2017, Absie volvió a trabajar con Barkhad Abdirahman, esta vez dirigidos por Eric Tretbar en la película  “First Person Plural” sobre el romance entre el hijo de un imán somalí y la hija de un predicador bautista que lleva a sus familias a cenar juntas el Día de Acción de Gracias.
En un reportaje realizado en 2019, Absie contó que al llegar a Estados Unidos tenía una larga cabellera y no usaba hijab, pero que en 2011 debido a una situación de estrés empezó a tener una pérdida de cabello que le decidió a cortarlo totalmente para tener un nuevo comienzo y por ello se cubrió la cabeza usando un pañuelo común. Ahí advirtió que algunas personas le miraban en forma diferente que antes y al cabo de un año y medio decidió que usaría el pañuelo en forma permanente, que no obstante ser la misma persona, la prenda conllevaba también para ella un cierto cambio de perspectiva.